# Bộ Phù du
Bộ Phù du (danh pháp khoa học: Ephemeroptera), hay con thiêu thân, con vật vờ, là một bộ thuộc nhóm Palaeoptera, cùng với bộ Chuồn chuồn. Bộ này có hơn 3000 loài trên toàn thế giới, được chia làm 400 chi trong 42 họ.

## Đặc điểm
Phù du là nhóm côn trùng tương đối nguyên thủy, thể hiện một số đặc điểm cổ xưa có lẽ đã hiện diện ở những côn trùng bay đầu tiên. Ấu trùng của phù du sống trong nước ngọt và chỉ sống ở môi trường nước sạch, không bị ô nhiễm. Bộ Phù du sống trong nước, có thể sống từ 1 đến 3 năm, sau khi lột xác lên bờ chúng chỉ có thể sống trong vài giờ ngắn ngủi.

## Phân loại
Dưới đây là bản phân loại truyền thống của Peters và Campbell (1991), trong tác phẩm Côn trùng của Úc (Insects of Australia)
Phân bộ Pannota
- Siêu họ Ephemerelloidea
  - Ephemerellidae
  - Leptohyphidae
  - Tricorythidae
- Siêu họ Caenoidea
  - Neoephemeridae
  - Baetiscidae
  - Caenidae
  - Prosopistomatidae

Phân bộ Schistonota
- Siêu họ Baetoidea
  - Siphlonuridae
  - Baetidae
  - Oniscigastridae
  - Ameletopsidae
  - Ametropodidae
- Siêu họ Heptagenioidea
  - Coloburiscidae
  - Oligoneuriidae
  - Isonychiidae
  - Heptageniidae
- Siêu họ Leptophlebioidea
  - Leptophlebiidae
- Siêu họ Ephemeroidea
  - Behningiidae
  - Potamanthidae
  - Euthyplociidae
  - Polymitarcydae
  - Ephemeridae
  - Palingeniidae

## Hình ảnh

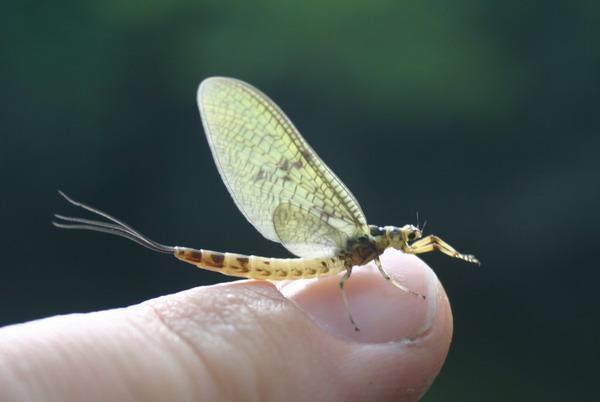
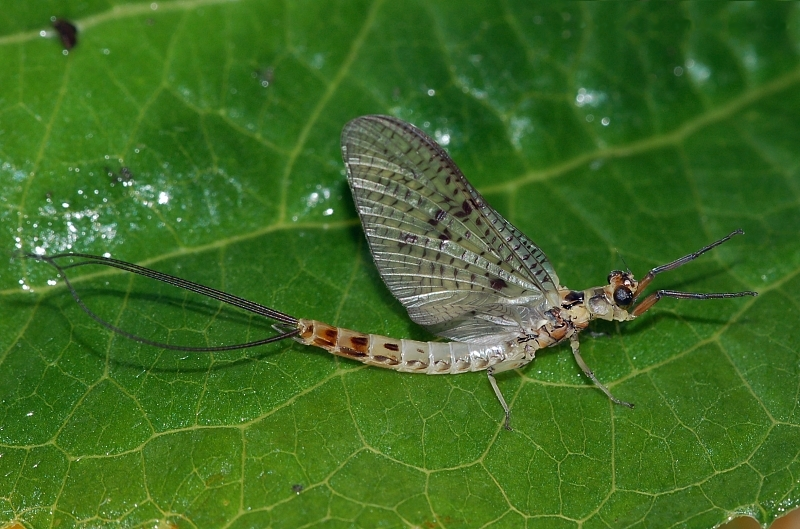

## Tại Việt Nam

### Chu kỳ sinh trưởng
Một số loài thuộc bộ phù du sinh trưởng trong môi trường tự nhiên ở vùng sông Hồng ở các huyện như Khoái Châu, Văn Giang, Việt Nam, được người dân địa phương gọi là con vật vờ, vờ vờ hay con vờ. Khi trưởng thành con vờ to bằng con châu chấu nhưng trắng muốt, cánh mỏng tang, bay vật vờ ở mặt nước. Ấu trùng của con vờ sống trong nước, sau khi trưởng thành, con vờ chỉ sống được vài tiếng nên chúng được coi là quán quân chết yểu. Cả tháng vật vờ lên lột xác vài ngày, đẻ trứng rồi chết. Trứng nhanh chóng nở thành ấu trùng rồi rơi lại trở về đáy sông tiếp tục lặp lại chu kỳ sinh trưởng chờ ngày được ngoi lên mặt nước lột xác. Thời xưa hai bên sông Hồng còn rậm rạp, hoang sơ, tới mùa con vật vờ xuất hiện rất nhiều, có những đám cỏ mấp mé bờ sông con vật vờ đậu kín. Mùa xuất hiện con vật vờ cũng là thời điểm các loài chim trời, chim nước tha hồ kiếm ăn, no bụng. Các loài cá săn mồi ở sông Hồng cũng xuất hiện nhiều hơn.

### Khai thác giá trị kinh tế
Vật vờ trưởng thành chỉ sống vài giờ, vì thế dân ven dòng sông Hồng muốn thu hoạch chúng phải chờ tới gần cuối mùa xuân khi thời tiết thay đổi rõ nét (thu hoạch theo mùa(. Khi xưa dân ven dòng sông Hồng bắt ăn và coi là một món ăn/thực phẩm lạ miệng sau một năm. Giờ đây vì sự đô thị hóa lẫn môi trường sống bị thu hẹp vì ô nhiễm khiến số lượng sụt giảm thì vật vờ được bán làm món ăn/thực phẩm đặc sản. Khi được nhiều thực khách phát hiện làm ra nhiều món đặc sản, ăn bổ dưỡng, tốt cho sức khỏe thì giá bán vật vờ tăng đến cao chót vót. Thông thường, con vật vờ mua ngay tại bến thuyền dao động 300.000-350.000 đồng/kg, ra tới chợ người bán lẻ bán giá 400.000-500.000 đồng/kg. Con vật vờ khi vào nhà hàng đặc sản chế biến thì có giá 1 triệu đồng/kg, ăn một đĩa vật vờ đã tốn tới 200.000-300.000 đồng.

### Trong văn hóa
Trong văn hóa thì các loài phù du hay thiêu thân có ý nghĩa ẩn dụ. Phù du hay chỉ về sự không có gì, chẳng quan trọng ("tiền bạc là phù du"), rồi kiếp phù du hay đời phù du chỉ về kiếp sống, đời người nhỏ bé phiêu dạt, phiêu linh. Thiêu thân nghĩa là thiêu cháy thân xác bằng ngọn lửa, là cảnh tượng quen thuộc khi những con côn trùng nhỏ lao vào ánh đèn, ngọn lửa từ đó chỉ sự thí mạng vô ích, quay cuồng, ngày nay thường ví von với những người chơi ma túy đến hủy hoại thân xác (thiêu thân bay lắc) hay những người hám lợi cả tin, mê muội lao vào trò đen đỏ, đa cấp. Thiêu thân được nhắc đến trong bài hát "Giống như con thiêu thân lao vào trò vui thế gian, giống như con ong vàng thích tình ái mật ngọt" và bài hát có tên "Con thiêu thân" của Lâm Chấn Khang. Dân gian Việt Nam mượn hình ảnh con thiêu thân để diễn tả sự ngu dốt của con người, khi quá đam mê những thói quen có hại cho mình và người khác để rồi đánh mất chính mình mà sống trong đau khổ lầm mê. Trong văn hóa dân gian Việt Nam còn có câu chuyện "Sự tích con thiêu thân".